# ロニー・マウリシオ
ロニー・マウリシオ（Ronny Mauricio, 2001年4月4日 - ）は、 ドミニカ共和国サン・ペドロ・デ・マコリス州サンペドロ・デ・マコリス出身のプロ野球選手（遊撃手、二塁手）。右投両打。MLBのニューヨーク・メッツ所属。

## 経歴
2017年7月にニューヨーク・メッツと契約してプロ入り。
2018年、傘下のルーキー級ガルフ・コーストリーグ・メッツでプロデビュー。アパラチアンリーグのルーキー級キングスポート・メッツでもプレーし、2球団合計で57試合に出場して打率.273、3本塁打、37打点、2盗塁を記録した。
2019年はA級コロンビア・ファイヤーフライズでプレーし、116試合に出場して打率.268、4本塁打、37打点、6盗塁を記録した。
2020年はCOVID-19の影響でマイナーリーグのシーズンが中止となり、公式戦への出場はなかった 。
2021年はA+級ブルックリン・サイクロンズとAA級ビンガムトン・ランブルポニーズを行き来し、108試合に出場し、打率.248、20本塁打、64打点、11盗塁を記録した。

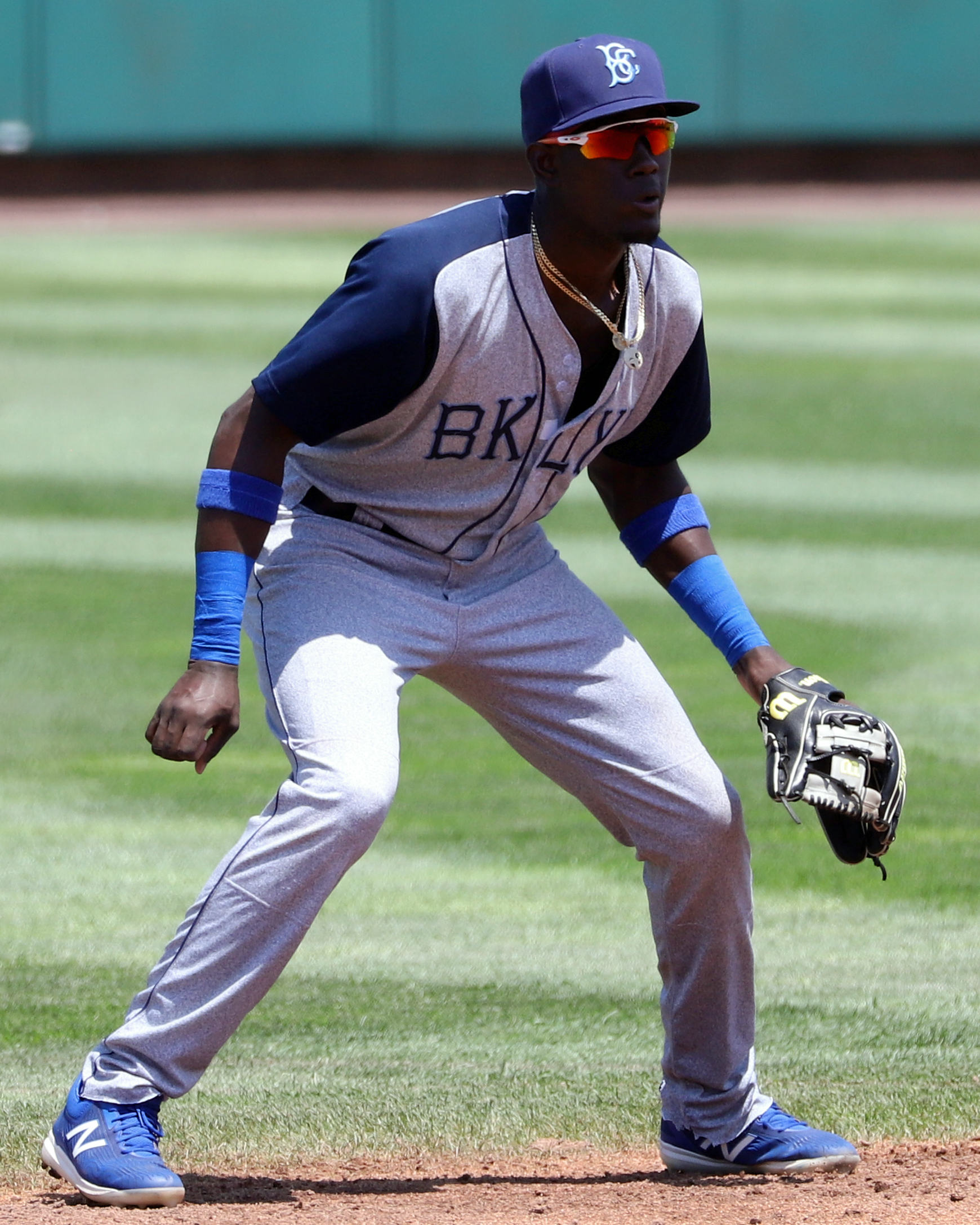
A+級ブルックリン時代
（2021年6月6日）

シーズン終了後の11月19日に40人枠に入った。
2022年はAA級ビンガムトンで一年を過ごし、123試合に出場し、打率.259、26本塁打、89打点、20盗塁を記録した。
2023年シーズン開幕前にオプションでAAA級シラキュース・メッツに昇格を果たす。116試合に出場し、打率.292、23本塁打、71打点、24盗塁を記録した。
9月1日にメジャー初昇格を果たし、シアトル・マリナーズ戦にメジャー初出場した。ローガン・ギルバートからメジャー初安打となる二塁打を放ち、この強烈な打球は117.3マイルであり、過去2年でメッツの選手が放った打球で最も速いものとなった。スタットキャストが2015年から計測しているデビュー選手の初安打としては115.8マイルを記録していたルイス・ロベルト・ジュニアを超え、最も速い打球となった。12日のアリゾナ・ダイヤモンドバックス戦では112.4マイルを記録する初本塁打を放った。右中間に440フィートと深く突き刺さったこの2点本塁打はライン・ネルソンから放ちチームを7-4で勝利に導いた。主に二塁手として26試合に出場し、打率.248、2本塁打、9打点などを記録した。オフの12月12日、リーガ・デ・ベイスボル・プロフェシオナル・デ・ラ・レプブリカ・ドミニカーナのウィンターリーグの試合で、盗塁を試みた後に立ち止まる動作の際に右膝を痛めて、前十字靭帯断裂の重傷を負った。

## 選手としての特徴
まだ線は細いものの、将来は25本塁打を放つ大型遊撃手として期待されている。高い運動能力は守備で発揮され、スローイングも正確である。

## 詳細情報

### 年度別打撃成績
| 年 度    | 球 団    | 試 合 | 打 席 | 打 数 | 得 点 | 安 打 | 二 塁 打 | 三 塁 打 | 本 塁 打 | 塁 打 | 打 点 | 盗 塁 | 盗 塁 死 | 犠 打 | 犠 飛 | 四 球 | 敬 遠 | 死 球 | 三 振 | 併 殺 打 | 打 率 | 出 塁 率 | 長 打 率 | O P S |
| -------- | -------- | ----- | ----- | ----- | ----- | ----- | -------- | -------- | -------- | ----- | ----- | ----- | -------- | ----- | ----- | ----- | ----- | ----- | ----- | -------- | ----- | -------- | -------- | ----- |
| 2023     | NYM      | 26    | 108   | 101   | 11    | 25    | 4        | 0        | 2        | 35    | 9     | 7     | 0        | 0     | 0     | 7     | 0     | 0     | 31    | 2        | .248  | .296     | .347     | .643  |
| MLB：1年 | MLB：1年 | 26    | 108   | 101   | 11    | 25    | 4        | 0        | 2        | 35    | 9     | 7     | 0        | 0     | 0     | 7     | 0     | 0     | 31    | 2        | .248  | .296     | .347     | .643  |

- 2023年度シーズン終了時

### 年度別守備成績
| 年 度 | 球 団 | 二塁（2B） | 二塁（2B） | 二塁（2B） | 二塁（2B） | 二塁（2B） | 二塁（2B） | 三塁（3B） | 三塁（3B） | 三塁（3B） | 三塁（3B） | 三塁（3B） | 三塁（3B） | 遊撃（SS） | 遊撃（SS） | 遊撃（SS） | 遊撃（SS） | 遊撃（SS） | 遊撃（SS） |
| 年 度 | 球 団 | 試 合      | 刺 殺      | 補 殺      | 失 策      | 併 殺      | 守 備 率   | 試 合      | 刺 殺      | 補 殺      | 失 策      | 併 殺      | 守 備 率   | 試 合      | 刺 殺      | 補 殺      | 失 策      | 併 殺      | 守 備 率   |
| ----- | ----- | ---------- | ---------- | ---------- | ---------- | ---------- | ---------- | ---------- | ---------- | ---------- | ---------- | ---------- | ---------- | ---------- | ---------- | ---------- | ---------- | ---------- | ---------- |
| 2023  | NYM   | 21         | 46         | 52         | 0          | 15         | 1.000      | 5          | 4          | 12         | 1          | 0          | .941       | 2          | 0          | 1          | 0          | 0          | 1.000      |
| MLB   | MLB   | 21         | 46         | 52         | 0          | 15         | 1.000      | 5          | 4          | 12         | 1          | 0          | .941       | 2          | 0          | 1          | 0          | 0          | 1.000      |

- 2023年度シーズン終了時

### 背番号
- 10（2023年 - ）